# ماريون بويد ألين
ماريون بويد ألين (بالإنجليزية: Marion Boyd Allen)‏ هي رسامة أمريكية، ولدت في 23 أكتوبر 1862 في بوسطن في الولايات المتحدة، وتوفيت في 28 ديسمبر 1941.